# Tizi Ouarou
Tizi Ouarou é uma aldeia da Argélia, localizada na comuna de Beni Amrane, em wilaya de Boumerdès.